# Veselîi Hutir, Ciornobai
Veselîi Hutir (în ucraineană Веселий Хутір) este o comună în raionul Ciornobai, regiunea Cerkasî, Ucraina, formată numai din satul de reședință.

## Demografie
Componența lingvistică a comunei Veselîi Hutir
     Ucraineană (94,1%)
     Rusă (5,08%)
     Alte limbi (0,68%)
Conform recensământului din 2001, majoritatea populației comunei Veselîi Hutir era vorbitoare de ucraineană (94,1%), existând în minoritate și vorbitori de rusă (5,08%).